# Combe Grède

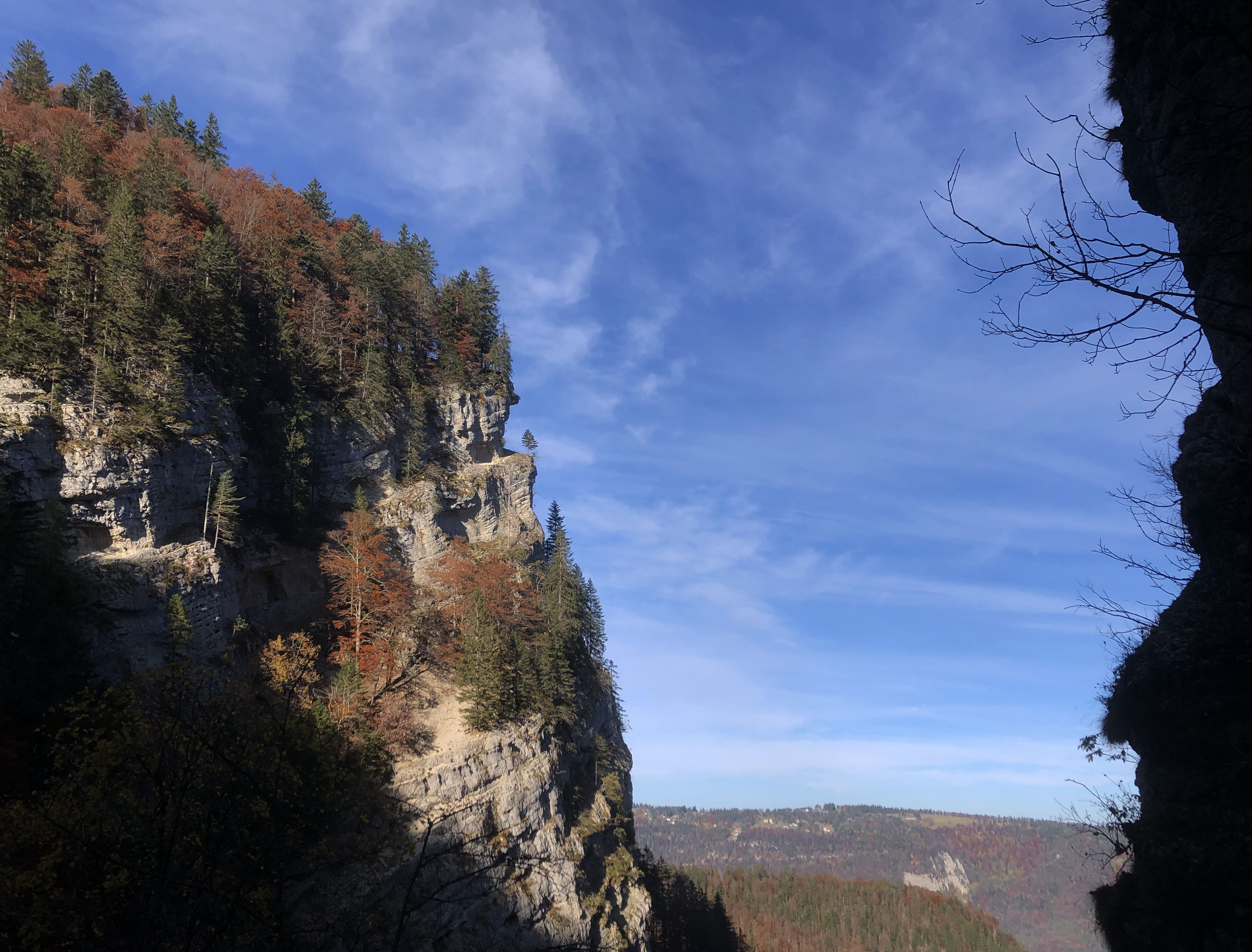
Felswände mit Bergwald

Die Combe Grède (manchmal auch Combe-Grède geschrieben) ist eine Schlucht im steilen Nordhang der Chasseral-Kette des Schweizer Juragebirges. Ein Abschnitt des Tales wurde als Geotop und als Lebensraum vieler Pflanzen- und Tierarten besonders früh zum Naturschutzgebiet erklärt. Die ganze Schlucht mit ihrer Umgebung befindet sich im Areal des Parc régional Chasseral und in der Region «Chasseral», die als Landschaft von nationaler Bedeutung ausgezeichnet ist.

## Name

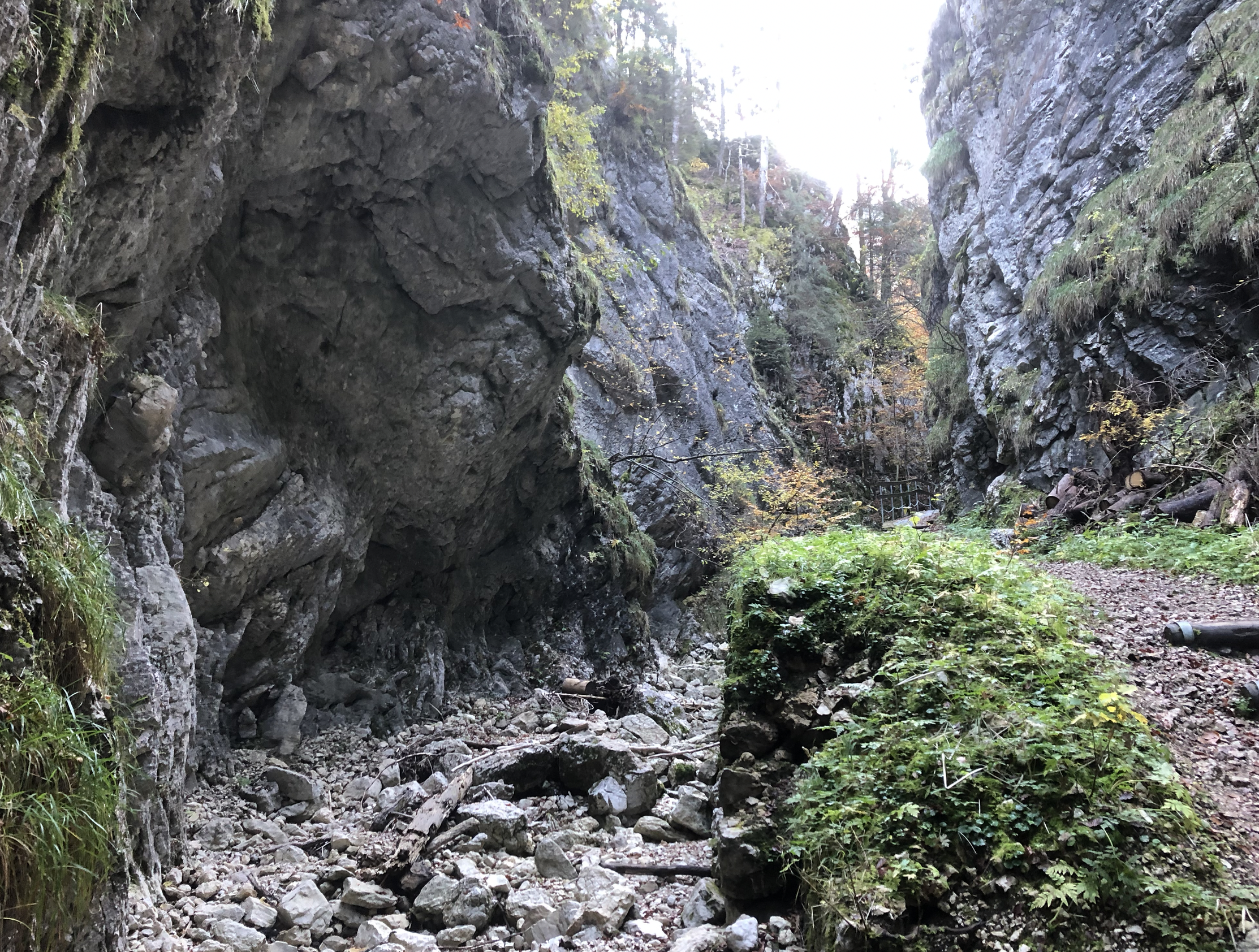
Bachbett und Weg in der Schlucht

Der Flurname Combe Grède ist aus dem französischen Wort combe (deutsch «Tal») und dem Familiennamen Grède zusammengesetzt, der für mehrere in Villeret seit dem 16. Jahrhundert ansässige Personen bezeugt ist, von denen einige Nutzungsrechte am Wald in der Schlucht besassen.
Bis ins frühe 20. Jahrhundert war für die Schlucht, die im Grenzraum zwischen dem schweizerdeutschen und dem französischen Sprachgebiet liegt, auch der deutsche Name «Combeloch» bekannt.

## Geografie

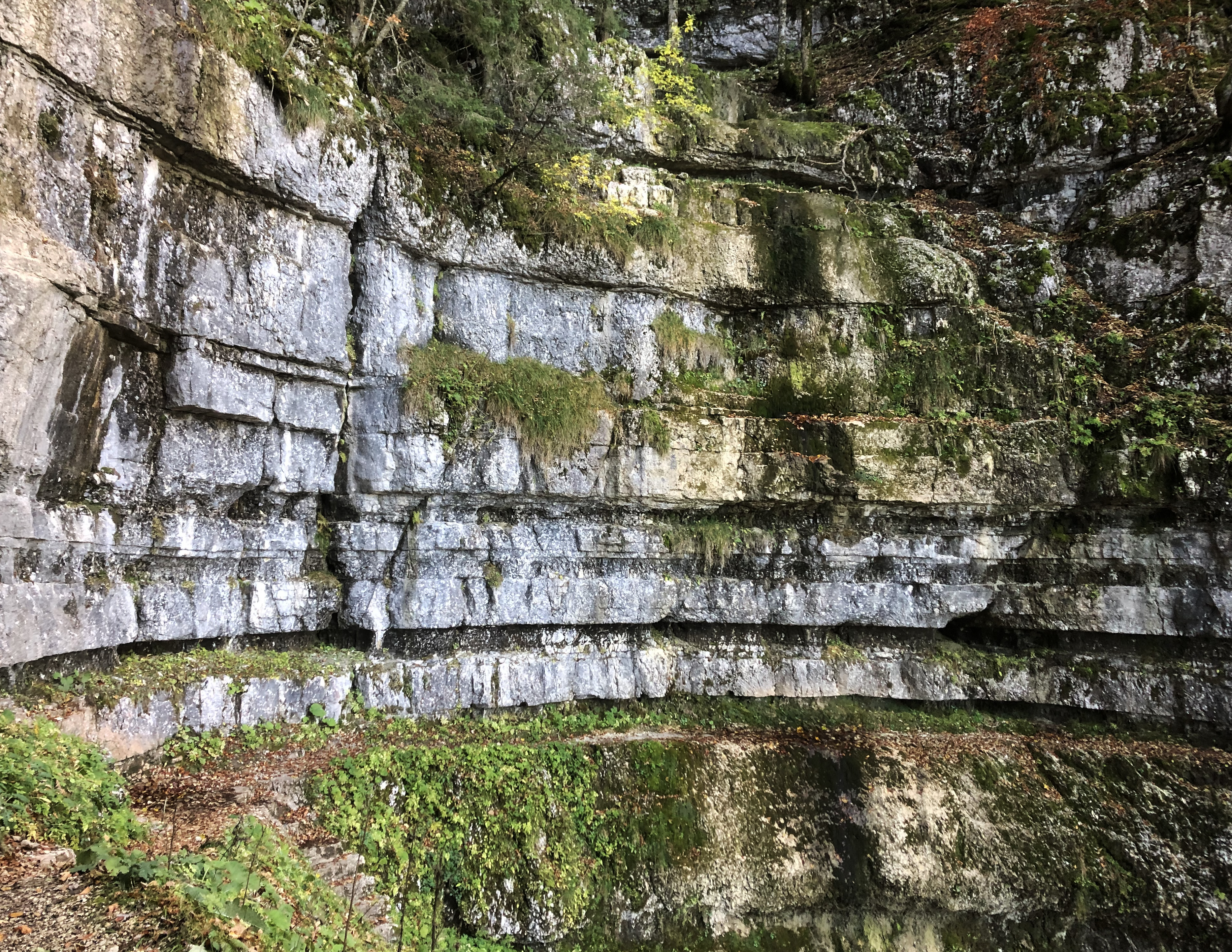
Kalkbänke

Der tiefe Graben befindet sich im Gebiet der Berner Gemeinde Villeret im Sankt-Immertal an der Nordflanke der Chasseral-Antiklinale. Der etwa zwei Kilometer lange Einschnitt gleicht bezogen auf das ganze Chasseralmassiv einer schwach ausgeprägten Halbklus. Im Talkessel sind Gesteinsformationen von der Kreide bis zum Hauptrogenstein hinunter aufgeschlossen; die Combe Grède erlaubt deshalb Beobachtungen zum geologischen Aufbau der Chasseralkette, zur Abfolge von Kalk- und Mergelschichten und zur Entstehung des Faltenjuras. Durch die Erosion sind in der Schlucht die Sättel von zwei niedrigen Antiklinalen durchschnitten, auf welche die Chasseralfalte von Süden aufgeschoben ist.
Die Schlucht beginnt, von der Bergseite gesehen, auf 1270 m ü. M. beim kleinen Talkessel der Rodung Pré aux Auges (deutsch «Wiese mit Wasserlöchern»), zwei Kilometer westlich des Chasseralgipfels, und verläuft in nordwestlicher Richtung bis zum Waldgebiet Les Covets/Forêt des Loumonts (810 m ü. M.) in der Nähe der Ortschaft Villeret. Der Wildbach Le Bez entspringt einen Kilometer oberhalb der Felsenschlucht in den Alpweiden des Bergbauernhofes Métairie de St-Jean am Chasseral und wird bei Pré aux Auges von Karstquellen gespiesen. Danach fliesst er durch das enge Tal und unterhalb davon über den weiten Schwemmkegel und durch offenes Weideland bis zum Dorf Villeret, wo er in die Schüss mündet. Das Chasseralgebirge ist ein Kalkmassiv mit teilweise verkarsteten Gesteinsschichten, an deren Oberfläche das Niederschlagswasser in Dolinen versickert. Nur an wenigen Stellen liegen am Berg offene Fliessgewässer, von denen der Bach Le Bez das wichtigste ist. In seinem Verlauf stürzt er im oberen Teil der Erosionsschlucht Combe Grède über die hohen Stufen eines weiten Felsenkessels zwischen bis zweihundert Meter aufsteigenden Kalkwänden und durchquert weiter unten die schmale Felsenpassage der Villeret-Antiklinale. Dazwischen fliesst ihm von links der Seitenbach Ruisseau de l’Ilsach und von rechts ein kurzer, namenloser Quellbach zu. Die Gewässer der Combe Grède können in Perioden mit wenig Regen trockenfallen, andererseits nach starken Niederschlägen mit Murgängen und Gesteinsschutt die Wege im Engnis blockieren. Im Winter gefrieren die Kaskaden im kaum von der Sonne erreichten Felsgebiet.

## Tourismus

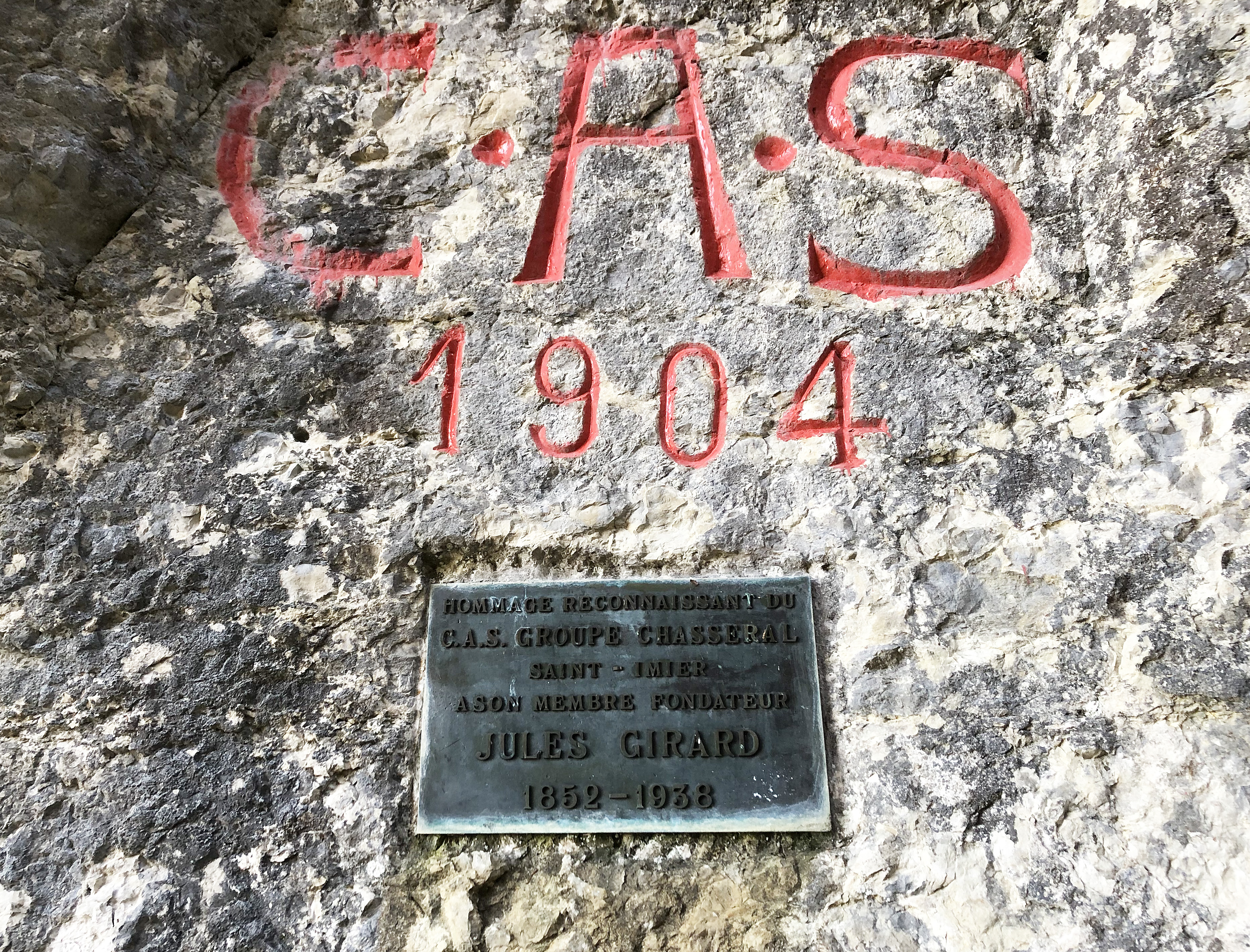
Inschriften bei Pré aux Auges

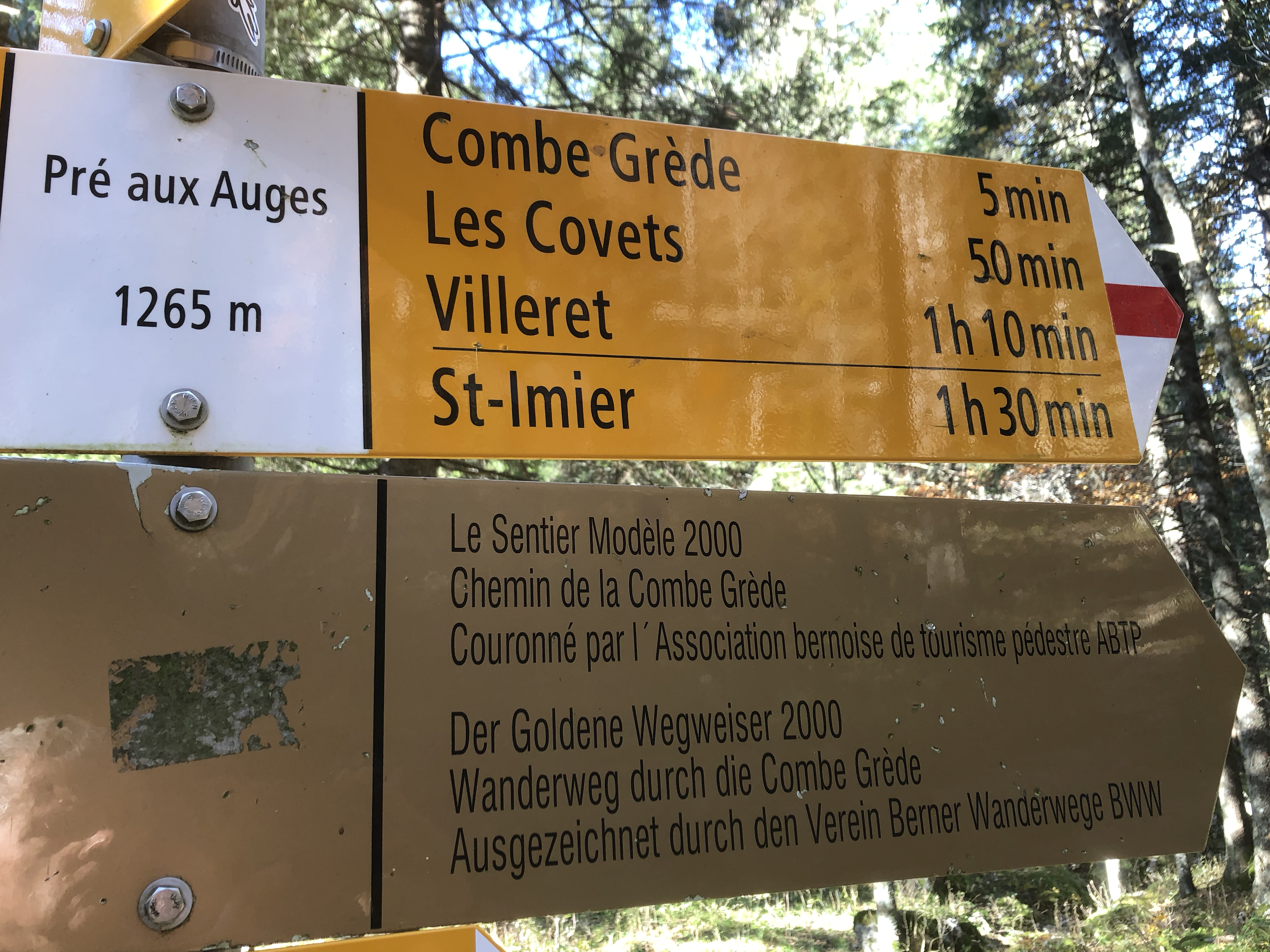
Wegweiser bei Pré aux Auges

Früher war nur der untere Teil der Schlucht auf Wald- und Bergwegen zugänglich. Die erste Begehung der steilen Felspassage im obersten Abschnitt des Felsenkessels ist von 1887 überliefert. 1904 baute die Teilgruppe Chasseral der SAC-Sektion von La Chaux-de-Fonds den anspruchsvollen Wanderweg von Villeret durch die Schlucht zum Chasseral. Der Bergweg Chemin de la Combe Grède ist als Zugang vom Bahnhof Villeret auf den Chasseral und zum Jura-Höhenweg beliebt und bildet auch einen Abschnitt des Fernwanderwegs «ViaBerna». Der schmale Pfad überwindet das unwegsame Gelände mit künstlichen Einrichtungen wie fest am Fels montierten Treppen, Leitern und Ketten. Andere Wanderwege führen durch die Landschaft auf beiden Seiten der Schlucht und auf den 300 Meter hohen Felskopf La Corne (deutsch «Horn»), einen Aussichtspunkt auf 1333 m ü. M. direkt über dem Tobel.
Der schwierige Weg durch die Schlucht, der vom Verein Groupement du sentier de la Combe-Grède in Villeret unterhalten wird, ist nur im Sommer geöffnet. 2023 kam eine Person während der Unterhaltsarbeiten am Gebirgspfad ums Leben. Im Jahr 2000 zeichnete der Verein Berner Wanderwege die vorbildliche Pflege des Felsenwegs mit dem «Goldenen Wegweiser» aus.

## Schutzgebiete

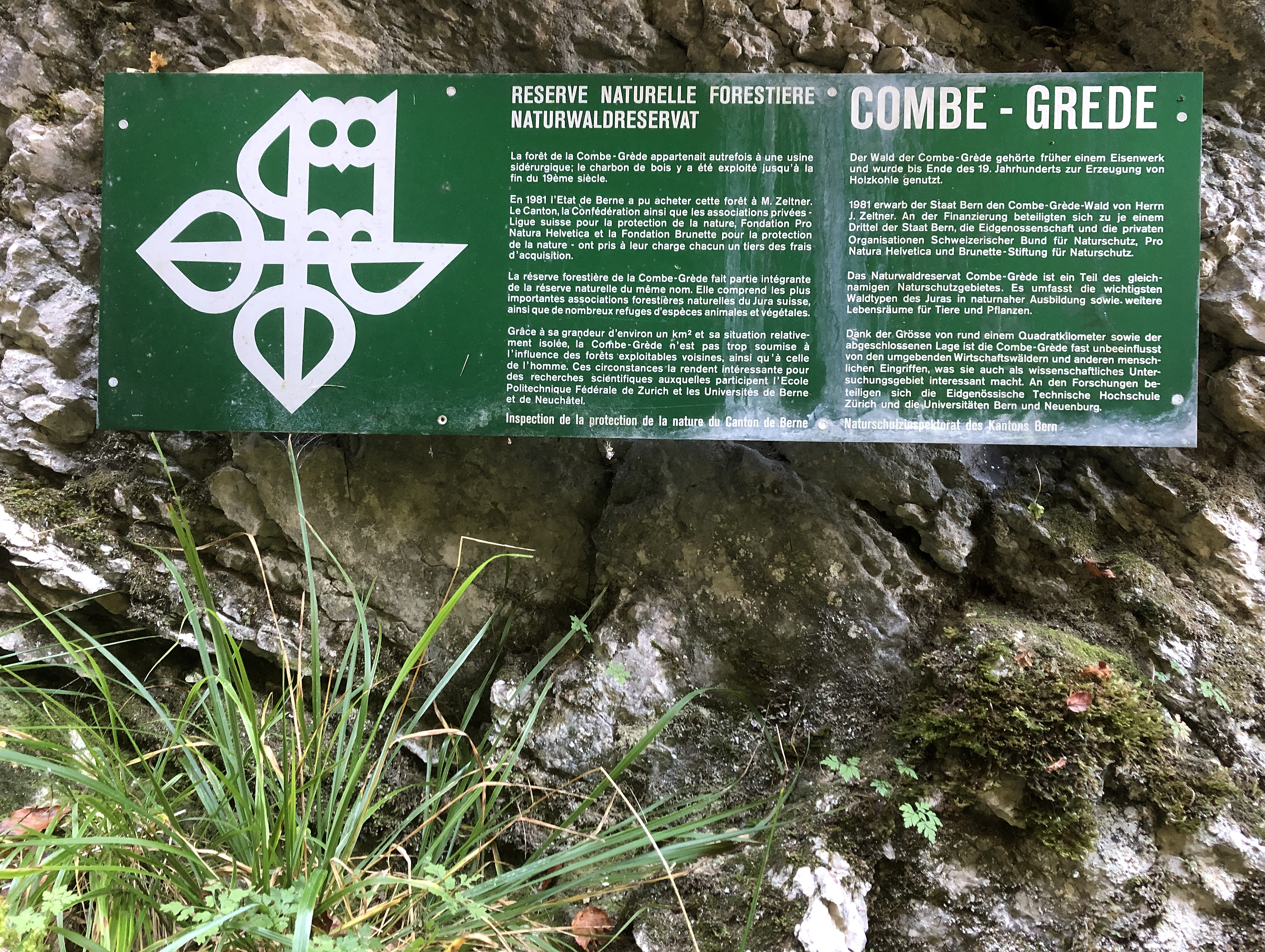
Naturwaldreservat

Der obere Abschnitt der Schlucht Combe Grède und ihre weitere Umgebung mit einer Fläche von etwa 700 Hektaren sind seit 1932 als ältestes Naturschutz- und Jagdbanngebiet des Kantons Bern geschützt. Ein Jahr zuvor war die Vereinigung Parc jurassien de la Combe-Grède gegründet worden, um mit der Hilfe des Schweizerischen Bundes für Naturschutz die Naturlandschaft und die stark durch Pflanzenjäger gefährdeten seltenen Arten zu erhalten. 1948 erweiterte der Kanton das geschützte Gebiet um eine Fläche im Südwesten bis zur Grenze zum Kanton Neuenburg, wo es an das neuenburgische Schutzgebiet Combe Biosse anstösst. Eine neue kantonale Schutzverfügung über die Landschaft Combe Grède datiert vom 27. September 1957. 1972 stellte die Forstdirektion des Kantons Bern die an das Schutzgebiet Combe Grède angrenzende Wald- und Weidefläche Pâturage de la Côte (deutsch «Weidegebiet am Berghang») ebenfalls unter Schutz. Das gesamte Reservat erstreckt sich über eine Fläche von fast zwölf Quadratkilometern in den Gemeinden Villeret, Cormoret und Saint-Imier. Es ist in der Weltdatenbank geschützter Gebiete (WDPA) unter der Nummer 31030 aufgeführt.
Das Tobel liegt im Parc régional Chasseral und im Landschaftsschutzgebiet «Chasseral», das im Bundesinventar der Landschaften und Naturdenkmäler von nationaler Bedeutung aufgeführt ist (BLN-Objekt 1002).
Der südliche Teil der Schlucht liegt in einem Schutzgebiet von Pro Natura. Eine Fläche von 96 Hektaren am Berghang mit einem Teil der Schlucht ist seit 1982 ein kantonales Waldreservat (Réserve forestière intégrale de la Combe-Grède/St-Jean; WDPA Nummer 555692421), dessen Landschaft, Flora und Fauna seither in mehreren wissenschaftlichen Forschungprojekten untersucht wurden. Die Forstdirektion des Kantons Bern hat um 2003 dargelegt, wie das Schutzgebiet Combe Grède um zusätzliche Waldflächen erweitert werden könnte.

## Flora und Fauna

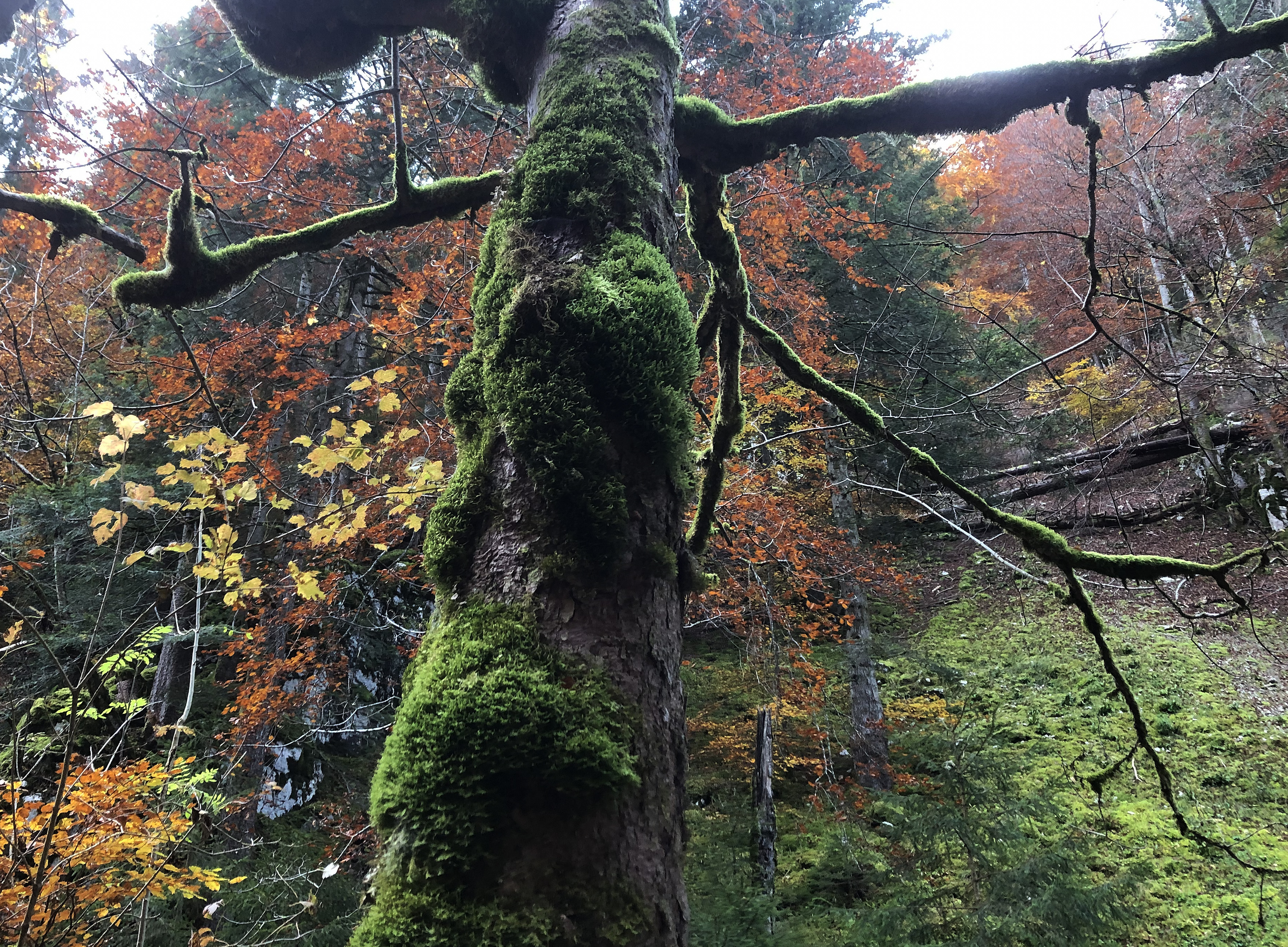
Feuchter Wald

Die Naturlandschaft der Combe Grède ist eine Insel der Biodiversität im Berner Jura. Der tief in die nördliche Bergflanke eingeschnittene Talkessel weist Felsmassive mit unterschiedlicher Exposition von schattigen Bereichen an den hohen Felsköpfen bis zu sonnigen Südhängen auf, die deshalb von verschiedenen Pflanzengemeinschaften besiedelt sind. Seit dem Berner Gelehrten Albrecht von Haller (1708–1777) haben viele Botaniker die Vegetation des Chasseral mit ihren zahlreichen seltenen Pflanzen beschrieben. Im oberen Teil des Schutzgebiets Combe Grède befinden sich auf den trockenen Vegetationsflächen Waldtypen wie der Blaugras-Buchenwald (Verband Seslerio-Fagetum), die seltene Kiefernwaldgesellschaft Coronillo-Pinetum und eine Kalkfels-Pionierflur (Verband Drabo-Seslerion). Die Pâturage de la Côte ist einer der wenigen eiszeitlichen Reliktstandorte der Föhre im Sankt-Immertal. Der Buchenwald von Saint-Jean oberhalb der Schlucht ist als Musterfläche in das von der ETH Zürich durchgeführte Programm des Waldmonitorings in der Schweiz aufgenommen worden, mit dem die Entwicklung des Baumbestands und der Biodiversität in den Naturwaldreservaten beobachtet wird.
Die Felsenbirne, die Mehlbeere und der Gift-Wacholder wachsen auf den Felsvorsprüngen, wo in Grasbändern auch Gebirgspflanzen wie das Alpenmassliebchen, der Milchweisse Mannsschild, der Blaue Eisenhut, Spiersträucher, Nabelmieren, Enziane, der Echte Baldrian, das Narzissen-Windröschen und der Gelbe Frauenschuh gedeihen.
Im unteren Abschnitt des Tals steht am Wildbach ein feuchter Schluchtwald (Verband Aceri-Fraxinetum) mit Buchen, Eschen und Ahornen, in welchem sich Farne (so der Berg-Blasenfarn), Bärlauch und andere Pflanzen wie der Rundblättrige Steinbrech ausgebreitet haben. Auf einigen Flächen kommt die Pflanzengemeinschaft des Hirschzungen-Ahornwaldes vor. Bis zum 19. Jahrhundert wurden die Wälder in der Schlucht und der Umgebung mit Kahlschlägen für die Produktion von Holzkohle als Rohstoff für die Eisenwerke im Jura ausgebeutet, zuletzt noch im Auftrag der Von Roll’schen Eisenwerke. Auf eine gezielte Aufforstung dürften die heute vorhandenen Bestände von Fichten, Ahornen und Ulmen in diesem Teil der Landschaft zurückgehen. Die Nutzung des Waldes im unteren Talabschnitt dauerte bis 1969 an, als ein schweres Hochwasser den Zufahrtsweg bei Villeret zerstörte.

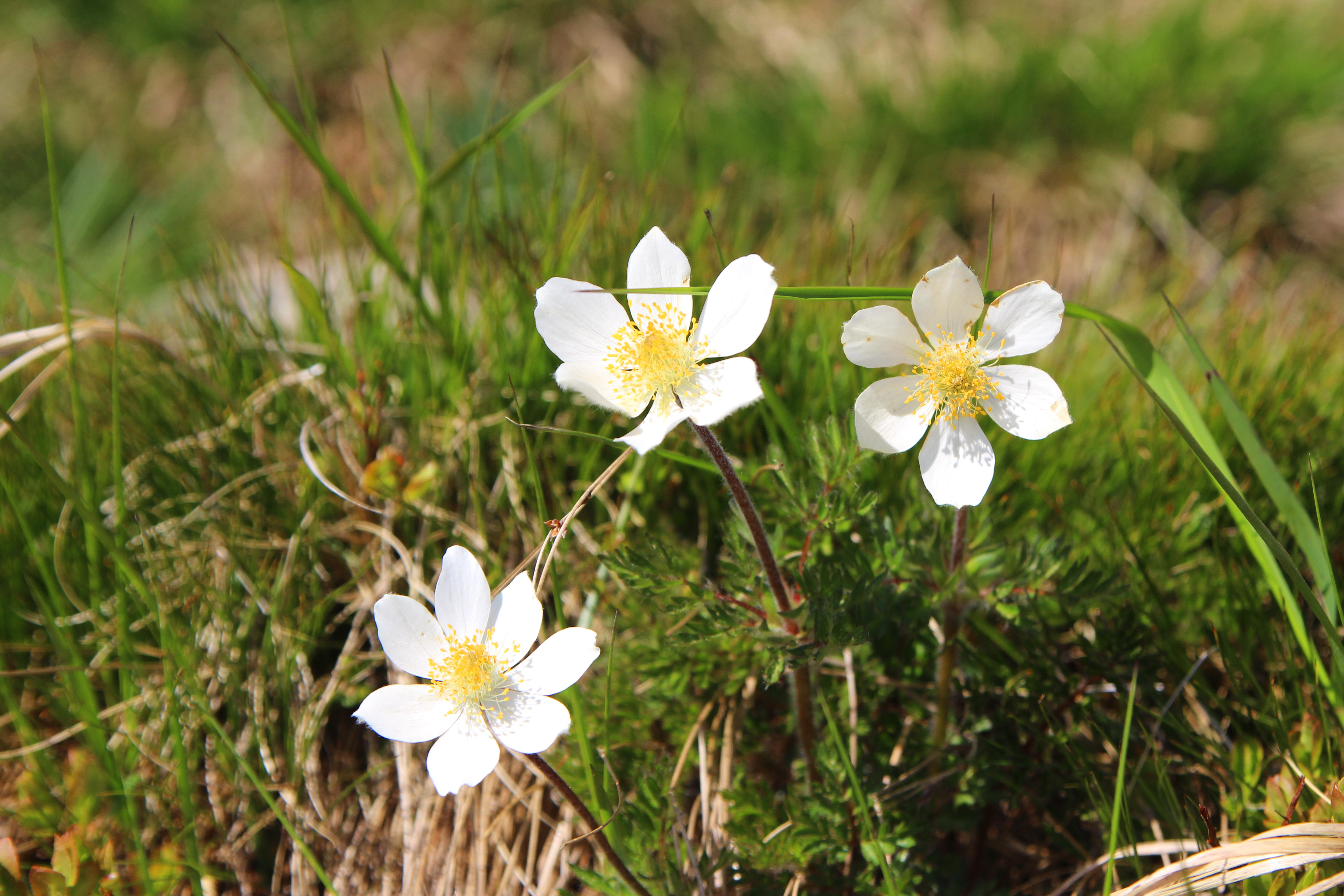
Alpen-Anemone

Auch im Weidegebiet bei der Pré aux Auges kommen alpine Reliktarten vor. Dazu gehören Krokusse, das Gold-Fingerkraut, Milzkräuter, Türkenbundlilien, der Zweiblättrige Blaustern, der Alpenrachen, die Alpen-Wiesenraute, der Alpen-Blasenfarn, das seltene Holunder-Knabenkraut, das Alpen-Weidenröschen und Trollblumen. Die wertvollen Trockenwiesen im Gebiet Petit Chasseral-Métairie de Saint-Jean sind im Bundesinventar der Trockenwiesen und -weiden von nationaler Bedeutung verzeichnet. Auf den Bergwiesen des Petit Chasseral und den Felsen der Combe Grède ist die Alpen-Anemone zu finden.
Die Schlucht und ihre Umgebung bieten ein Habitat für das Reh, Gämsen, Wanderfalken, das Murmeltier und das Auerhuhn und liegen in Revieren des Steinadlers und des Luchses. Ab 1987 erfolgten Revierkartierungen der Vögel im Naturwaldreservat, wobei 28 Vogelarten registriert wurden. In den hohen Felsformationen brüteten während der Bestandesaufnahme der Hausrotschwanz und der Mauerläufer.